# Fidati di me (Mida, Olly e Jvli)
Fidati di me è un singolo dei cantanti italiani Mida e Olly e del produttore discografico italiano Jvli, pubblicato il 22 luglio 2022.

## Descrizione
Il brano è scritto da Mida e Olly, che hanno anche collaborato alla composizione con Julien Boverod, in arte Jvli, e Simone Borrelli.

## Video musicale
Il video musicale è stato pubblicato in concomitanza all'uscita del brano attraverso il canale YouTube di Mida.

## Tracce
Testi di Christian Prestato e Federico Olivieri, musiche di Christian Prestato, Federico Olivieri, Julien Boverod e Simone Borrelli.
1. Fidati di me – 2:12